# Gare de La Verrière
Ne doit pas être confondu avec Gare de Massy - Verrières.
La gare de La Verrière est une gare ferroviaire française de la ligne de Paris-Montparnasse à Brest, située sur le territoire de la commune de La Verrière, dans le département des Yvelines, en région Île-de-France.
C'est une gare de la Société nationale des chemins de fer français (SNCF) desservie par les trains de la ligne N du Transilien (réseau Paris-Montparnasse) et par les trains de la ligne U du Transilien (ligne La Défense - La Verrière).

## Situation ferroviaire

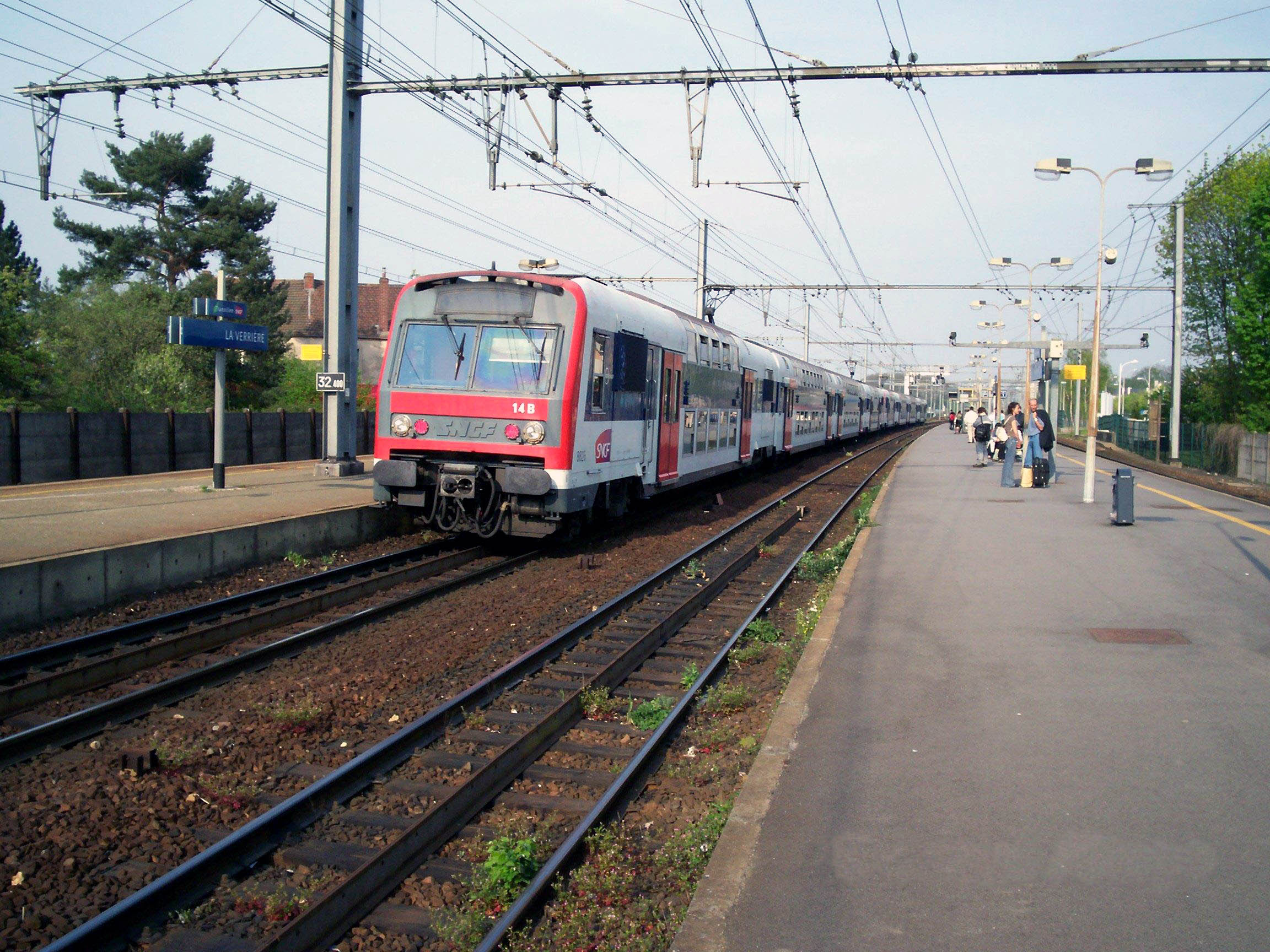
Une Z 8800 à quai, assurant la mission DEFI.

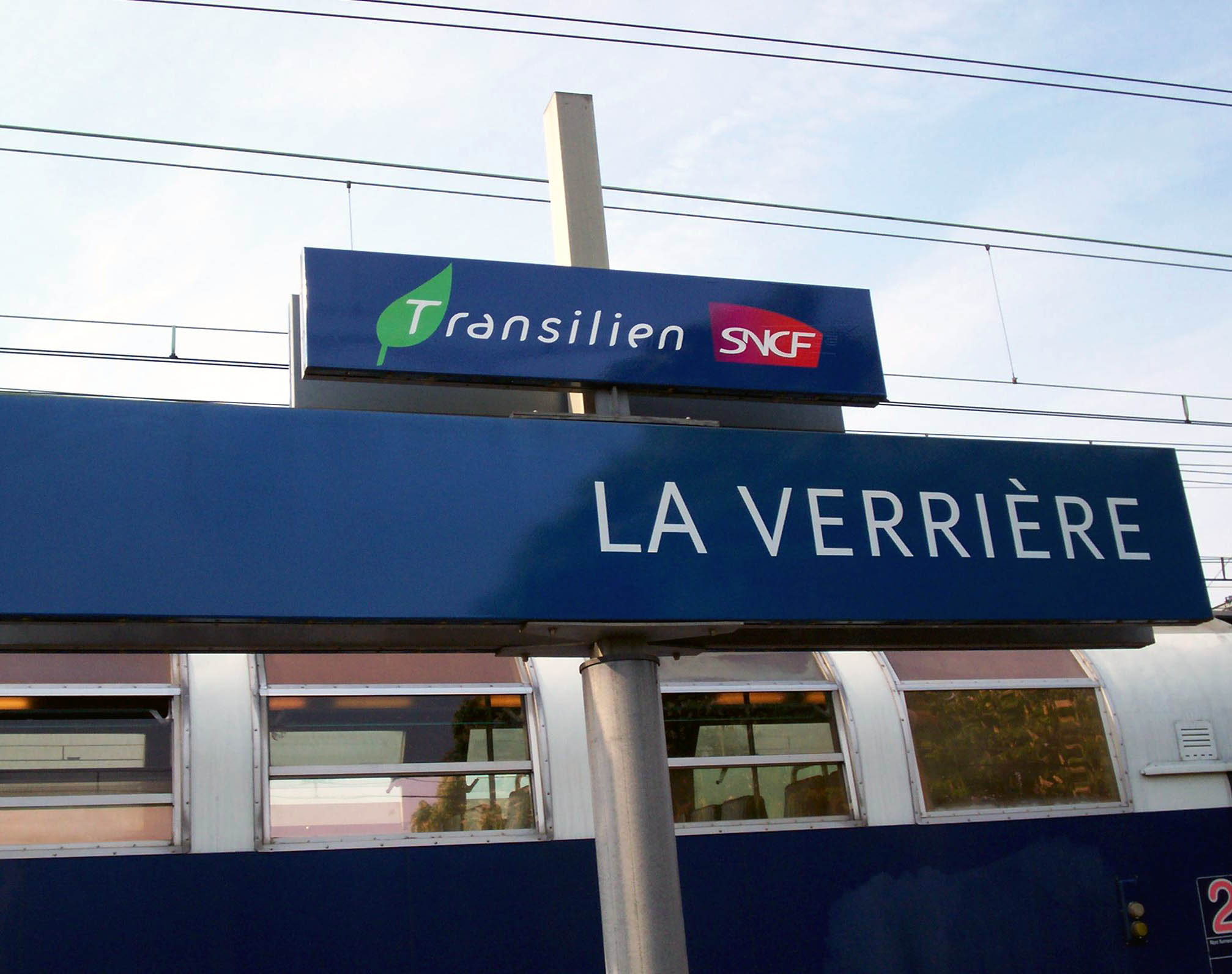
Panneau indiquant le nom de la gare.

Établie à 170 m d'altitude, la gare de La Verrière est située au point kilométrique (PK) 32,209 de la ligne de Paris-Montparnasse à Brest, entre les gares de Trappes et de Coignières.

## Histoire
Le tronçon entre la gare de Versailles-Chantiers et la gare de Chartres est mis en service le 12 juillet 1849. En 1977, une nouvelle gare a été construite à 76 m en amont de l'ancienne gare[réf. nécessaire].
En décembre 2013, la SNCF comptabilisait un peu plus de 4 700 voyageurs qui montaient chaque jour ouvrable de base depuis cette gare dans les rames des Transilien N et U.
La gare a bénéficié d'une rénovation entre 2013 et 2014 ; des modifications devraient suivre en 2016.
En 2015, selon les estimations de la SNCF, la fréquentation annuelle de la gare est de 5 761 800 voyageurs.

## Service des voyageurs

### Accueil
Gare SNCF, elle dispose d'un bâtiment voyageurs avec guichets, d'automates Transilien, d'automates grandes lignes, du système d'information sur les circulations des trains en temps réel, du dispositif de contrôle des billets élargi et de boucles magnétiques pour personnes malentendantes.
Elle est équipée de deux quais centraux encadrant quatre voies. Le changement de quai se fait par un passage souterrain.

### Desserte
En 2017, la gare est desservie par des trains de la ligne N du Transilien (branche Paris - Rambouillet), à raison d'un train toutes les 30 minutes, sauf aux heures de pointe où la fréquence est d'un train toutes les 15 minutes. Le temps de trajet est d'environ 20 minutes depuis Rambouillet et de 40 minutes à 55 minutes depuis Paris-Montparnasse (semi-direct ou omnibus).
Elle est le terminus des trains de la ligne U du Transilien, à raison d'un train toutes les 30 minutes, sauf aux heures de pointe où la fréquence est d'un train toutes les 15 minutes. Le temps de trajet est d'environ 50 minutes depuis La Défense.

### Intermodalité

#### Autobus / Autocars
La gare est desservie par les lignes 5298, 5327, 5347 et 7812 du réseau de bus Centre et Sud Yvelines, par les lignes 5105, 5107, 5120, 5122, 5123, 5124, 5125, 5132 et 5188 du réseau de bus de Saint-Quentin-en-Yvelines et, la nuit, par les lignes N161 et N162 du réseau Noctilien.

#### Stationnement
Deux parcs de stationnement gratuits pour les véhicules et deux rateliers à vélos y sont aménagés.

## Projets avortés
La desserte de cette gare devait être améliorée puisqu'il était prévu de prolonger le RER C (branche C7) jusqu'à la gare de Coignières (le RER C est actuellement limité en gare de Saint-Quentin-en-Yvelines). Ce prolongement poursuivait deux objectifs :  accompagner le fort développement de la zone desservie (une partie de la ville nouvelle de Saint-Quentin-en-Yvelines : La Verrière, Élancourt, Trappes et de Maurepas), et maîtriser la fréquentation (importante) de la gare de Saint-Quentin-en-Yvelines - Montigny-le-Bretonneux. Le projet supposait que des travaux soient réalisés sur la ligne, notamment pour sécuriser la traversée de Trappes. Le SDRIF arrêté en septembre 2008 situait le projet en phase 1 soit en principe au plus tard en 2013. Mais cette date fut finalement contraire à la présentation du STIF au comité de ligne du RER C le 16 décembre 2009 qui a situé ce projet dans les projets « à long terme » soit peut-être après 2017.
Comme on peut le lire sur le site de l'institution, le projet n'est plus d'actualité.
À terme, la gare devait être également reliée à Rambouillet avec une meilleure fréquence avec le prolongement de la ligne La Défense - La Verrière jusqu'à la gare de Rambouillet.
Enfin, dans le cadre de l'opération d'intérêt national (OIN) Massy Palaiseau Saclay Versailles Saint-Quentin-en-Yvelines, il a été envisagé de créer un transport en commun en site propre pour connecter la gare de La Verrière à celle de Trappes, en passant par Maurepas et Élancourt. Ce projet, commencé en février 2017 devrait se terminer fin 2018.